# 小城子镇 (康平县)
小城子镇，是中华人民共和国辽宁省沈阳市康平县下辖的一个乡镇级行政单位。

## 行政区划
小城子镇下辖以下地区：
小城子村、四间房村、三家窝堡村、赵家店村、曹家窝堡村、腰段村、团山子村、孟家窝堡村、裴家街村、富裕村、乡约窝堡村、拉拉街村和康平县农业经济技术开发中心生活区。